# Sangiaccato di Vučitrn
Il sangiaccato di Vučitrn (in turco Vulçitrin sancağı; in albanese Sanxhaku i Vuçiternës/Vushtrrisë; in serbo Вучитрнски санџак?, Vučitrnski sandžak), noto anche come pascialato di Pristina (in serbo Приштински пашалук?/Prištinski pašaluk), era un sangiaccato dell'Impero ottomano in Rumelia (Balcani), nell'attuale Kosovo. Prende il nome dal suo centro amministrativo, Vučitrn.

## Storia
Vučitrn fu conquistata dagli ottomani nel 1455, e rimase sotto il controllo del governatore del Skopsko Krajište (terra di confine di Skopje) fino alla definitiva annessione del Despotato serbo nel 1459. I primi documenti ottomani includono il territorio del sangiaccato come Vilayet-i Vlk (Vilayet di Vuk), in riferimento a Vuk Branković.
Secondo i defter ottomani del 1525-1561 il sangiaccato di Vučitrn comprendeva le seguenti città: Vučitrn, Priština, Janjevo, Novo Brdo, Belasica, Belo Brdo, Koporići, Trepča e Donja Trepča. Nel 1459-1826 fece parte dell'Eyalet di Rumelia, tranne per un breve periodo dopo il 1541 quando fu inclusa nel Eyalet di Budin di nuova costituzione. Per un breve tempo fece anche parte dell'Eyalet di Temeșvar prima di ripassare all'Eyalet di Rumelia.
I documenti contemporanei come il defter del 1566-1567 del sangiaccato mostrano che circa 1000 villaggi della regione erano per lo più abitati da cristiani, con i musulmani che comprendevano quarantasei famiglie in comunità non compatte ma sparse in trenta villaggi. Come nella vicina Pristina, il tasso di conversione degli slavi ortodossi all'Islam era basso. Il viaggiatore ottomano Evliya Çelebi visitò la capitale del sangiaccato nel 1660 e osservò che la popolazione parlava "albanese e turco, ma non bosniaco". Secondo fonti ottomane, il sangiaccato era abitato da albanesi, valacchi, slavi, turchi, zingari e altre popoli di confessione musulmana, ortodossa e cattolica. Tra i cristiani esisteva anche una comunità cattolica, come testimonia un punto di riferimento locale noto come "cimitero latino" (in albanese varrezat latine).
Nel 1717, durante la guerra austro-turca, scoppiò una rivolta sollevata dalla rayah serba che fu brutalmente soppressa.
Nel 1864, durante le riforme amministrative dell'epoca, fu retrocessa a kaza del nuovo sangiaccato di Pristina.

## Economia
A questo sangiaccato apparteneva un gruppo di miniere sul monte Kopaonik insieme a quelle di Novo Brdo e Janjevo.

## Governatori
- Hussein Bey
- Malik Pasha fl. 1807-1820s)
- Yashar Pascià (fl. 1830-1836)